# Актасты (Жанааркинский район)
Актасты (каз. Ақтасты) — село в Жанааркинском районе Карагандинской области Казахстана. Административный центр и единственный населённый пункт Актастинского сельского округа. Село расположено на берегу реки Актасты. Код КАТО — 354435100.

## Население
В 1999 году население села составляло 429 человек (206 мужчин и 223 женщины). По данным переписи 2009 года, в селе проживало 218 человек (117 мужчин и 101 женщина).